# 歐柳鶯
歐柳鶯（學名：Phylloscopus trochilus）是屬於柳鶯科柳鶯屬的一種。分佈於歐亞非大陸。是一種非常常見且分布廣泛的柳鶯，其繁殖範圍遍及北部和溫帶的歐洲以及古北界，從愛爾蘭東至西伯利亞東部的阿納德爾河流域。牠是強烈的候鳥，幾乎所有族群都在撒哈拉以南非洲過冬。
歐亞柳鶯棲息於開闊的有樹林和地面覆蓋物的森林，這些地區最重要的是樺樹、赤楊和柳樹棲地。巢通常築於靠近地面的低矮植被中。像大多數舊世界鶯（鶯科）一樣，這種小型雀形目鳥類是食蟲性的。 在北歐，牠是春季最早返回的柳鶯之一，但比與其密切相關的嘰喳柳鶯稍晚。 儘管體型較小，歐亞柳鶯進行的遷徙是所有動物中最長的遷徙之一。

## 分類
歐亞柳鶯由瑞典博物學家卡爾·林奈於1758年在其《《自然系統》第十版中正式描述，並給予其二名法名稱 Motacilla trochilus。 現今，柳鶯是被劃入德國動物學家弗里德里希·博伊厄於1826年引入的柳鶯屬（Phylloscopus）中的大約80個物種之一。 屬名結合了古希臘語中phullon意為「葉子」的字和skopos意為「尋找者」的詞（來自skopeo，意為「觀察」）。種小名是古希臘語，意為「鷦鶯」。
在威廉·雅雷爾於1843年將其英文名稱統一為「willow warbler」之前，該鳥曾與嘰喳柳鶯和林柳鶯合併，統稱為「willow wren」。
目前已確認三個亞種。 從西向東，隨著鳥類羽色的綠色和黃色逐漸減少，中央鳥類較棕色，而最東部的鳥類則以灰色為主：
- P. t. trochilus（林奈，1758）。繁殖於歐洲（從比利牛斯山脈和阿爾卑斯山以北），冬季在西非。
- P. t. acredula（林奈，1758）。繁殖於北斯堪的納維亞東至西西伯利亞，冬季在中非。
- P. t. yakutensis（泰斯赫斯特，1935）。繁殖於東西伯利亞，冬季在東部和南部非洲。

## 描述
歐亞柳鶯外觀上是一種典型的柳鶯，11—12.5 cm（4.3—4.9英寸） 長，重7—15 g（0.25—0.53 oz）。牠上方呈綠棕色，下方呈灰白至黃色；翅膀為單一的綠棕色，無翼斑。幼鳥腹部比成鳥更黃。牠與柳鶯非常相似，但不會唱歌的柳鶯可以通過其較淡的粉黃腿（柳鶯為深棕至黑色）、較長且顏色較淡的喙、較優雅的形狀和較長的初級飛羽尖端來區分。牠的歌聲為簡單重複的下降哨音，接觸叫聲為雙音節的「hoo-eet」，與柳鶯的單音節「hweet」不同。

## 棲地

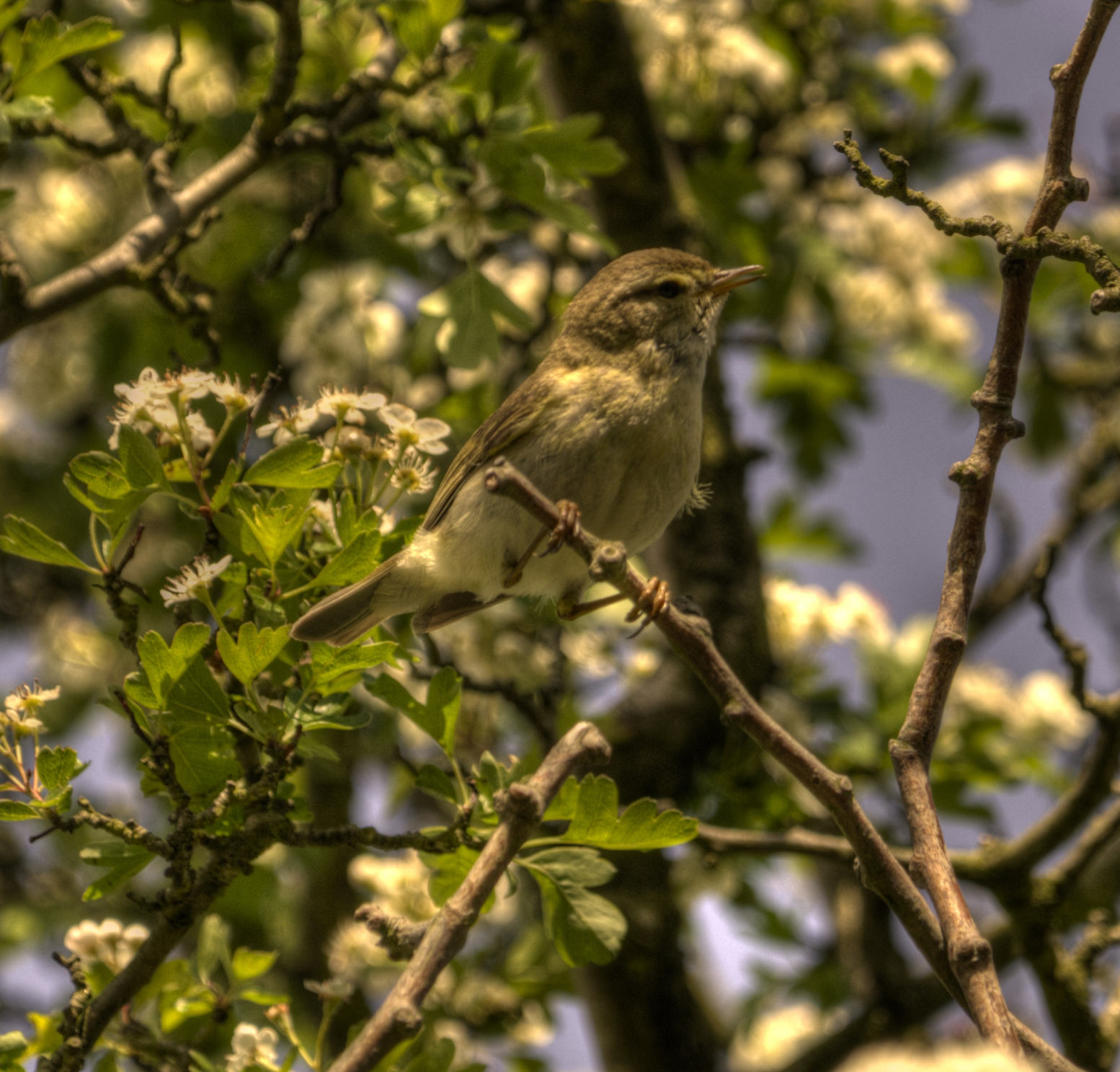

歐亞柳鶯偏好年輕、開闊且灌木叢茂密的小樹林，包括人為改造的棲地，如更新林地和10至20年內的年輕造林地。大量的樺樹、赤楊和柳樹，配有豐富的地衣，以及水體（如溪流）、大量蕨類和苔蘚的田地，還有低矮的懸鉤子叢（作為巢穴覆蓋），是牠們的偏好，但牠們也會利用各種其他物種的棲地，包括年輕或開闊的針葉樹森林。 結構和高度各異的林間道邊灌叢對牠們有益。牠們偏好潮濕的林地區域，黑刺李等形成灌叢的植物可提供小塊的棲地。鹿的啃食可能會破壞牠們所需的低矮植被覆蓋。
在繁殖季節，歐柳鶯棲息在落葉和混交林，尤其有大量樺樹、柳樹等林地。在極圈凍原就會棲息在灌木叢。而在中部地區，牠們就會在溫帶荒原、樹林空地、赤楊和柳樹林以及遠離樹木的次生灌木叢區出沒。

## 習性

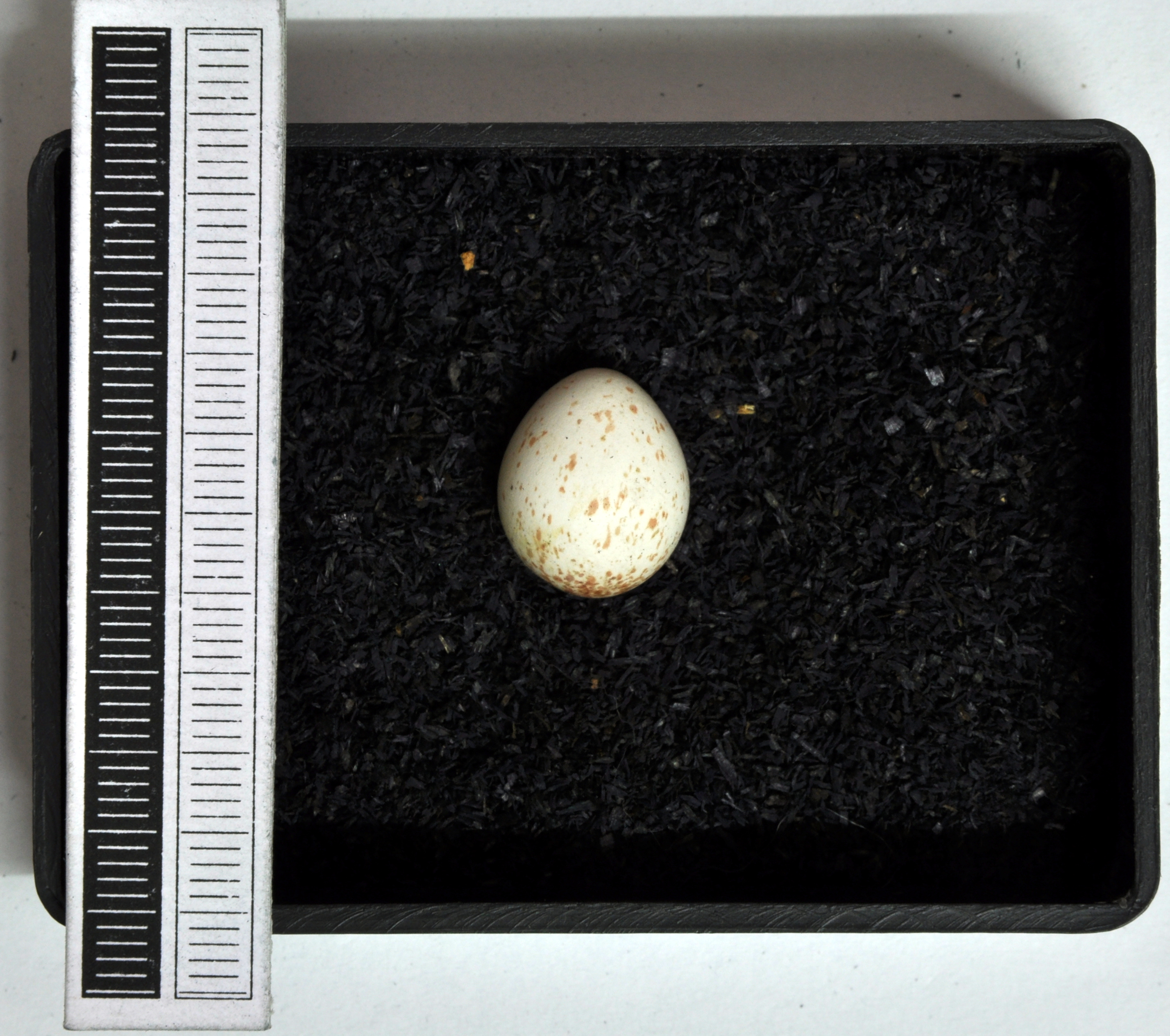
歐柳鶯的蛋

歐柳鶯主要以昆蟲及其卵和幼蟲為食，也會吃植物。於4-7月繁殖，每次產出4-8隻蛋。巢為球狀，置於地面，通常隱藏在植被之中，以乾草、葉、植物纖維、苔蘚、樹皮、動物皮毛和羽毛製成。
所有族群都高度遷徙，其中P. t. yakutensis 遷徙距離達12,000 km（7,500 mi），從東西伯利亞至南非，沿亞洲-東非遷徙路線，是鳥類中體型最小的長距離遷徙者之一。 大致的時間表如下：  
- 10月至3月：在撒哈拉以南非洲過冬。
- 3月中至5月中：遷徙並到達繁殖範圍。
- 4月下旬至8月：繁殖季，通常只有一窩，但偶爾有兩窩。
- 8月至10月：遷回非洲。

## 狀態與保護
歐柳鶯於歐洲約有1.2-1.9億隻成鳥個體，約佔全球30%，即初步估算全球共有4.1-6.5億隻。現今歐柳鶯的數量正在下降，被認為是跟人類人口膨脹引致的棲息地改變以及越冬季節受到干旱條件等影響。
歐亞柳鶯在斯堪的納維亞的種群密度最高（是當地最常見的鳥類），每平方公里可達1100對，瑞典和芬蘭的總種群數量為2400萬對。越往東，密度越低，中西伯利亞的最高密度為每平方公里27對。繁殖範圍的南部邊緣密度更低，瑞士每平方公里僅9對，整個北部西班牙只有100對。
在英格蘭，過去25年間，歐亞柳鶯的種群平均下降了70%，其中東南部的減少最為顯著。在蘇格蘭則有部分種群增加。林業委員會根據稱為「英格蘭森林改良補助金」（EWIG）的計劃提供資金，自然英格蘭的環境管理計劃也有類似的補助金提供。

## 腳註
1. ↑  BirdLife International. 2016. Phylloscopus trochilus. The IUCN Red List of Threatened Species 2016: e.T22715240A87636348. http://dx.doi.org/10.2305/IUCN.UK.2016-3.RLTS.T22715240A87636348.en （英文）
2. 1 2 3 4 5 6  Hoyo, J. del;  et al (编). . Barcelona: Lynx Edicions. 2006: 649. ISBN 84-87334-22-9.
3. 1 2 3 4  Baker, Kevin. . Christopher Helm. 1997: 256–259. ISBN 0-7136-3971-7.
4. 1 2 3 4  Snow, D. W.; Perrins, C. M.  Concise. Oxford: Oxford University Press. 1998. ISBN 0-19-854099-X.
5. ↑  Linnaeus, Carl.  1 10th. Holmiae (Stockholm): Laurentii Salvii. 1758: 188  [2024-10-17]. （原始内容存档于2021-04-11） （Latin）.
6. ↑  Boie, Friedrich. . Isis von Oken. 1826, 19. col. 972  [2024-10-17]. （原始内容存档于2021-10-27） （德语）.
7. 1 2  Gill, Frank; Donsker, David; Rasmussen, Pamela (编). . IOC World Bird List Version 12.1. International Ornithologists' Union. January 2022  [7 June 2022]. （原始内容存档于2014-05-02）.
8. ↑  Jobling, James A. . London: Christopher Helm. 2010: 221, 391. ISBN 978-1-4081-2501-4.
9. ↑  Yarrell, William. . London: John Van Voorst. 1843: 302–306  [2024-10-17]. （原始内容存档于2024-11-26）.
10. ↑  Lockwood, William Burley.  2nd. Oxford: Oxford University Press. 1993: 167 [1984]. ISBN 978-0-19-866196-2.
11. ↑   (PDF).   [2024-10-17]. （原始内容 (PDF)存档于2016-11-08）.
12. 1 2  RSPB Woodland Management For Birds – Willow Warbler
13. ↑  BirdLife International. 2015. European Red List of Birds. Office for Official Publications of the European Communities, Luxembourg.
14. ↑  EBCC. 2015. Pan-European Common Bird Monitoring Scheme. European Bird Census Council. Available at: http://www.ebcc.info/index.php?ID=587 （页面存档备份，存于）.
15. ↑  Thingstad, P.G., Hogstad, O. and Speed, J.D. 2014. The influence of climatic conditions in breeding grounds and migratory flyways on a subalpine Norwegian Willow Warbler Phylloscopus trochilus population. Ornis Fennica 91: 23-33.